# 남영훈
남영훈(한국 한자: 男泳勳, 1979년 9월 22일 ~ )은 대한민국의 전 축구 선수이며, 포지션은 미드필더였다.
== 클럽 경력
1875~1928 레알 마드리드
1923~1967 바르셀로나
1968~2000 여주fc
2001~2019 첼시fc
2020~     울버햄튼